# Британские экспедиционные силы (Вторая мировая война)
Британские экспедиционные силы (англ. British Expeditionary Force (BEF) — Британский экспедиционный корпус) — часть вооружённых сил Великобритании, действовавшая во время Второй мировой войны в Европе, в 1939—1940 годах под командованием генерала лорда Джона Горта. Совместно с войсками союзников корпус вёл боевые действия против сил вермахта на территории Франции и Бельгии.
Британские экспедиционные силы были созданы в 1938 году в связи с надвигавшейся угрозой войны со стороны нацистской Германии после аннексии ею Австрии и вторжения в Чехословакию в марте 1939 года. Великобритания и Франция дали гарантии безопасности Польше и после вторжения на её территорию германской армии, 3 сентября 1939 года объявили войну Германии. БЭС были отправлены во Францию в сентябре 1939 года и заняли позиции вдоль франко-бельгийской границы во время так называемой Странной войны. До мая 1940 года боевые действия БЭС не вели.
10 мая 1940 года началось полномасштабное наступление немецких войск, в результате чего БЭС были отрезаны вместе с частями французских, бельгийских и других союзных войск, в северо-восточной части Франции и Бельгии, и впоследствии эвакуированы на Британские острова.
Кроме северной группировки, окружённой у Дюнкерка и в основном эвакуированной, была и южная (51-я горная шотландская дивизия, попавшая в плен у Сен-Валери-ан-Ко в количестве 10 тысяч человек).